# Brzeczka

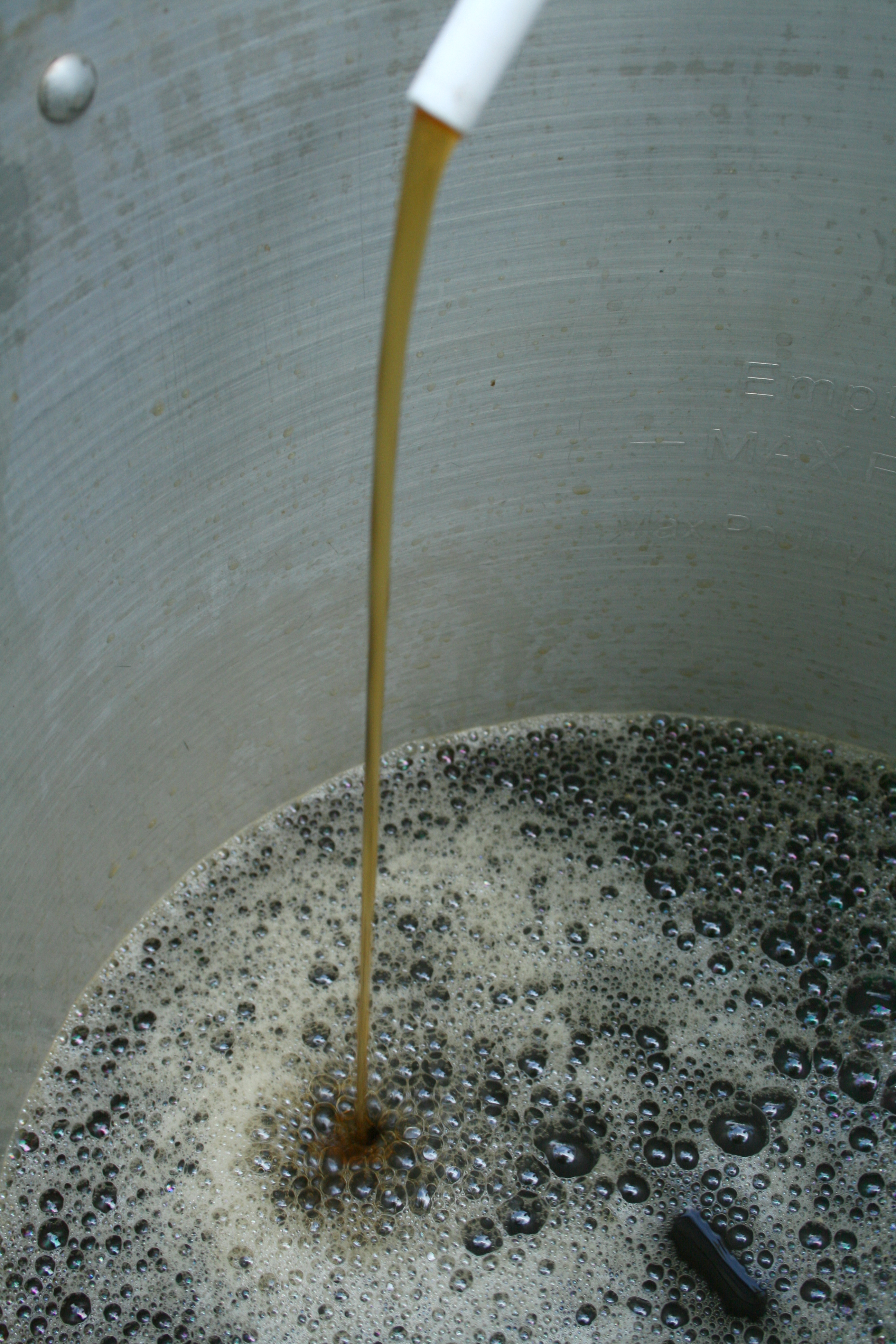
Spuszczanie brzeczki

Brzeczka (w miodosytnictwie zwana też syta) – półprodukt stosowany przy produkcji piwa lub miodu pitnego.

## Brzeczka w piwowarstwie
Brzeczka piwna przygotowywana jest ze słodu, chmielu, wody oraz ewentualnie innych surowców niesłodowanych, takich jak cukier, glukoza, miód, syropy owocowe. Brzeczka jest cieczą klarowną, która jest efektem filtracji zacieru. W warzelni brzeczka gotowana jest z dodatkiem chmielu, następnie schładzana, filtrowana i zadawana drożdżami w celu przeprowadzenia fermentacji.
Wyróżnia się brzeczkę przednią i brzeczkę nastawną:
- brzeczka przednia to wodny roztwór ekstraktu słodowego czyli zacieru, powstałego z ziarna w wyniku procesu zacierania w kadzi zaciernej, a następnie poddanego filtracji w kadzi filtracyjnej w celu uzyskania klarownej cieczy[2];
- brzeczka nastawna (podstawowa) to brzeczka po gotowaniu zacieru słodowego z chmielem, poddana filtracji i schłodzona do temperatury nastawnej, czyli odpowiedniej do zadania drożdży w celu poddania jej fermentacji[2].

## Brzeczka w miodosytnictwie
W miodosytnictwie brzeczką nazywa się roztwór wodny miodu (z dodatkiem ziół lub bez) poddany syceniu (warzeniu, gotowaniu) w celu uzyskania półproduktu do produkcji miodów pitnych.

## Literatura
- Ziemowit Fałat: Wszystko o piwie. Ad Oculos 2005 ISBN 83-87907-88-X
- Grzegorz Sieczkowski (opr.): Piwo klasztorne i domowe. Baobab & Rhetos 2005 ISBN 83-89642-07-7